# 多倫多天主教教育局
多倫多天主教教育局（英語：Toronto Catholic District School Board，直译：多倫多天主教區域學校董事會，縮寫）是加拿大安大略省多倫多的一個英語天主教公校教育局，總部位於北約克。它是為多倫多市提供服務的兩個英語公校局之一。
多倫多天主教教育局擁有超過84,000名學生，是加拿大最大的教育局之一，也是世界上最大的天主教公校局。

## 轄下學校

### 小學
- 諸聖天主教小學（All Saints Catholic Elementary School）
- 聖母領報天主教學校（Annunciation Catholic School）
- 麥當奴主教天主教學校（Bishop Macdonell Catholic School）
- 聖體天主教學校（Blessed Sacrament Catholic School）
- 加拿大殉道聖人天主教學校（Canadian Martyrs Catholic School）
- 達士麥基天主教學校（D'Arcy McGee Catholic School）
- 三王來朝天主教學校（Epiphany of Our Lord Catholic Academy）
- 天神天主教學校（Holy Angels Catholic School）
- 聖十字架天主教學校（Holy Cross Catholic School）
- 聖家天主教學校（Holy Family Catholic School）
- 聖名天主教學校（Holy Name Catholic School）
- 聖神天主教學校（Holy Spirit Catholic School）
- 聖母無原罪天主教學校（Immaculate Conception Catholic School）
- 聖母無玷之心天主教學校（Immaculate Heart of Mary Catholic School）
- 花地瑪聖母天主教學校（Our Lady of Fatima Catholic School）
- 露德圣母天主教學校（Our Lady of Lourdes Catholic School）
- 和平之天主教學校（Our Lady of Peace Catholic School）
- 永助聖母天主教學校（Our Lady of Perpetual Help Catholic School）
- 聖母升天天主教學校（Our Lady of the Assumption Catholic School）
- 勝利之天主教學校（Our Lady of Victory Catholic School）
- 教宗方濟各天主教學校（Pope Francis Catholic School）
- 寶血天主教學校（Precious Blood Catholic School）
- 世界之天主教學校（Regina Mundi Catholic School）
- 聖心天主教學校（Sacred Heart Catholic School）
- 聖雅嘉天主教學校（St. Agatha Catholic School）
- 聖靄思天主教學校（St. Agnes Catholic School）
- 聖艾丹天主教學校（St. Aidan Catholic School）
- 聖翱拔天主教學校（St. Albert Catholic School）
- 聖嘉祿天主教學校（St. Charles Catholic School）
- 聖雅風天主教學校（St. Alphonsus Catholic School）
- 聖盎博天主教學校（St. Ambrose Catholic School）
- 聖安道天主教學校（St. Andrew Catholic School）
- 聖安琪天主教學校（St. Angela Catholic School）
- 聖安善天主教學校（St. Anselm Catholic School）
- 聖安彤天主教學校（St. Anthony Catholic School）
- 聖思定天主教學校（St. Augustine Catholic School）
- 聖葆麗天主教學校（St. Barbara Catholic School）
- 聖柏立天主教學校（St. Barnabas Catholic School）
- 聖德慕天主教學校（St. Bartholomew Catholic School）
- 聖柏德天主教學校（St. Bede Catholic School）
- 聖本篤天主教學校（St. Benedict Catholic School）
- 聖柏耐天主教學校（St. Bernard Catholic School）
- 聖佳琳天主教學校（St. Catherine Catholic School）
- 聖嘉祿天主教學校（St. Charles Catholic School）
- 聖嘉勒天主教學校（St. Clare Catholic School）
- 聖克勉天主教學校（St. Clement Catholic School）
- 聖康納天主教學校（St. Conrad Catholic School）
- 聖啟廉天主教學校（St. Cyril Catholic School）
- 聖寧思天主教學校（St. Denis Catholic School）
- 聖樂迪天主教學校（St. Dorothy Catholic School）
- 聖騰達天主教學校（St. Dunstan Catholic School）
- 聖愛德華天主教學校（St. Edward Catholic School）
- 聖依撒伯爾天主教學校（St. Elizabeth Catholic School）
- 聖奕謹天主教學校（St. Eugene Catholic School）
- 聖斐德天主教學校（St. Fidelis Catholic School）
- 聖鳳蘭天主教學校（St. Florence Catholic School）
- 聖方濟亞西西天主教學校（St. Francis of Assisi Catholic School）
- 聖方濟沙雷天主教學校（St. Francis de Sales Catholic School）
- 聖方濟薩威天主教學校（St. Francis Xavier Catholic School）
- 聖嘉柏天主教學校（St. Gabriel Catholic School）
- 聖哲略天主教學校（St. Gerald Catholic School）
- 聖格勵天主教學校（St. Gregory Catholic School）
- 聖靄倫天主教學校（St. Helen Catholic School）
- 聖涵禮天主教學校（St. Henry Catholic School）
- 聖依納爵羅耀拉天主教學校（St. Ignatius of Loyola Catholic School）
- 聖湛思天主教學校（St. James Catholic School）
- 聖貞芳濟天主教學校（St. Jane Frances Catholic School）
- 聖若羅天主教學校（St. Jerome Catholic School）
- 聖若亞敬天主教學校（St. Joachim Catholic School）
- 聖若望天主教學校（St. John Catholic School）
- 聖若望二十三世天主教學校（St. John XXIII Catholic School）
- 聖樂山天主教學校（St. Josaphat Catholic School）
- 聖若瑟天主教學校（St. Joseph Catholic School）
- 聖猶達天主教學校（St. Jude Catholic School）
- 聖珞凌天主教學校（St. Lawrence Catholic School）
- 聖良天主教學校（St. Leo Catholic School）
- 聖路易天主教學校（St. Louis Catholic School）
- 聖瑪嘉烈天主教學校（St. Margaret Catholic School）
- 聖馬爾谷天主教學校（St. Mark Catholic School）
- 聖瑪爾大天主教學校（St. Martha Catholic School）
- 聖母天主教學校（St. Mary Catholic School）
- 天使之天主教學校（St. Mary of the Angels Catholic School）
- 聖瑪竇天主教學校（St. Matthew Catholic School）
- 聖孟迪天主教學校（St. Matthias Catholic School）
- 聖茂禮天主教學校（St. Maurice Catholic School）
- 聖彌額爾天主教學校（St. Michael Catholic School）
- 聖曼妮天主教學校（St. Monica Catholic School）
- 聖禰格天主教學校（St. Nicholas Catholic School）
- 聖諾伯天主教學校（St. Norbert Catholic School）
- 聖保祿天主教學校（St. Paul Catholic School）
- 聖保祿六世天主教學校（St. Paul VI Catholic School）
- 聖庇護十世天主教學校（St. Pius X Catholic School）
- 聖樂法天主教學校（St. Raphael Catholic School）
- 聖理哲天主教學校（St. Richard Catholic School）
- 聖羅弼天主教小學（St. Robert Catholic Elementary School）
- 聖思達天主教學校（St. Sebastian Catholic School）
- 聖西滿天主教學校（St. Simon Catholic School）
- 聖德範天主教學校（St. Stephen Catholic School）
- 聖維德天主教學校（St. Sylvester Catholic School）
- 聖多瑪斯亞奎納天主教學校（St. Thomas Aquinas Catholic School）
- 聖多瑪斯摩爾天主教學校（St. Thomas More Catholic School）
- 聖弟茂德天主教小學（St. Timothy Catholic Elementary School）
- 聖素樂天主教學校（St. Ursula Catholic School）
- 聖維篤天主教學校（St. Victor Catholic School）
- 聖雲先天主教學校（St. Vincent de Paul Catholic School）
- 聖偉勳天主教學校（St. Wilfrid Catholic School）
- 葛達二聖天主教學校（Sts. Cosmas and Damian Catholic School）
- 耶穌顯容天主教學校（Transfiguration of Our Lord Catholic School）

### 中學
- 但丁學校（Dante Alighieri Academy）
- 鮑思高天主教中學（Don Bosco Catholic Secondary School）
- 麥當娜天主教中學（Madonna Catholic Secondary School）
- 米高鮑華聖若瑟中學（Michael Power/St. Joseph High School）
- 莊臣蒙席天主教中學（Monsignor Percy Johnson Catholic High School）
- 麥尼路中學（Neil McNeil High School）
- 聖母中學（Notre Dame High School）
- 和平之后天主教中學（Regina Pacis Catholic Secondary School）
- 聖巴西略書院（St. Basil-the-Great College School）
- 聖貞德天主教學校（St. Joan of Arc Catholic Academy）
- 聖若望‧亨利‧紐曼天主教中學（St. John Henry Newman Catholic High School）
- 聖若望保祿二世天主教中學（St. John Paul II Catholic Secondary School）
- 聖若瑟書院（St. Joseph's College School）
- 聖母天主教學校（St. Mary Catholic Academy）
- 聖德蘭修女天主教學校（St. Mother Teresa Catholic Academy）
- 聖博德天主教中學（St. Patrick Catholic Secondary School）

## 延伸閱讀
- Toughill, Kelly. "Catholic board offers 10% over 2 years." Toronto Star. October 19, 1987. News p. A2.
- Daly, Rita. "Trustees attack proposal to cut separate board by four seats." Toronto Star (FIN Edition). January 18, 1988. News p. A6.
- Daly, Rita. "French school trustees get okay on alcohol." Toronto Star. September 21, 1990. News p. A6.
- Small, Peter. "Separate schools' deficit up $3 million Trustee blames previous board." Toronto Star. October 11, 1996. News p. A6.

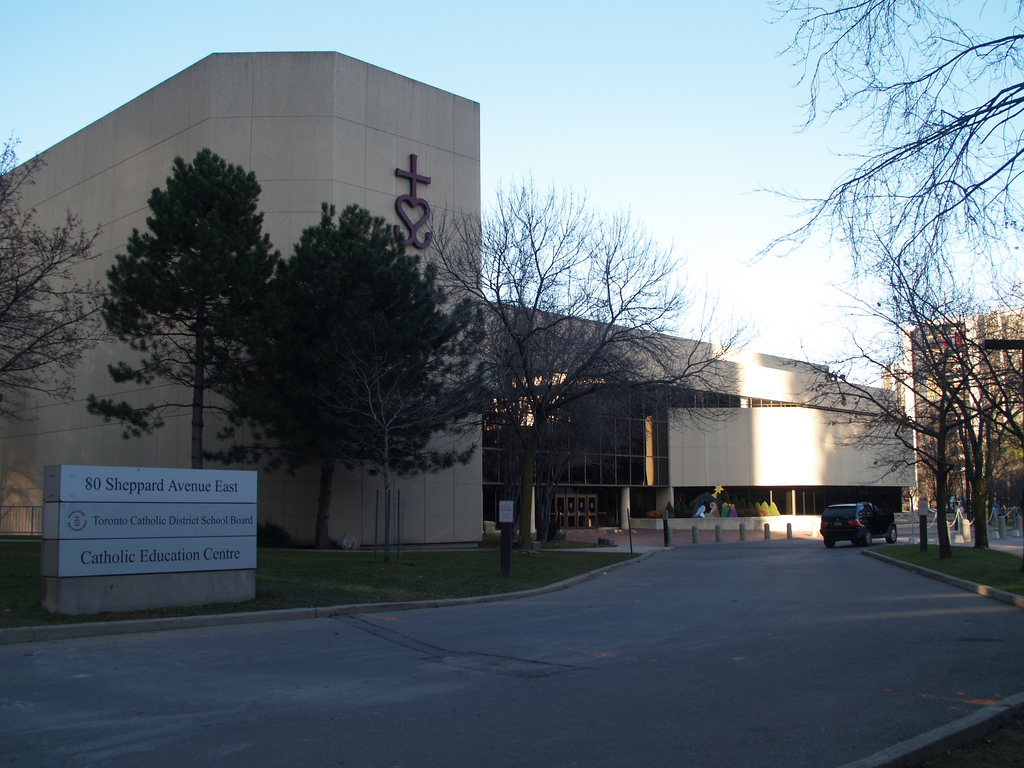
教育局總部

- The History of the Toronto Catholic District School Board

## 外部連結
- Toronto Catholic District School Board （页面存档备份，存于）
- Toronto Catholic District School Board (1998–1999 archive, using Metropolitan Separate School Board website domain)
- Angel Foundation for Learning （页面存档备份，存于）